# Fuat Deniz
Fuat Deniz (syriska: ܦܘܐܕ ܕܢܝܙ), född 15 augusti (dock noterat 24 juli vid ankomst till Sverige) 1967 i byn Kerburan i Tur Abdin, Turkiet, död 12 december 2007 i Örebro, var en svensk sociolog av assyriskt ursprung. Deniz var verksam som universitetslektor och studierektor för sociologiämnet vid samhällsvetenskapliga institutionen vid Örebro universitet.

## Biografi
Fuat Deniz föddes som familjens äldste son i Turkiet. Han flydde som nioåring med sina föräldrar till Sverige, som så många andra assyrier/syrianer gjorde, i egenskap av kristen minoritet i Mellanöstern. Den svenska individualismen var främmande för dessa assyrier/syrianer, som levt traditionellt kollektivt. Deniz blev den 11 december 2007 knivhuggen på Örebro universitet och avled senare av skadorna på sjukhus.

## Verk
Diskrepansen med förväntningarna låg delvis till grund för Deniz doktorsavhandling vid Uppsala universitet, En minoritets odyssé (1999), i vilken Deniz även behandlar det assyriska/syrianska folkmordet och armeniska folkmordet i Turkiet. Avhandlingen problematiserar de kollektiva identitetsskapande praktikerna och idéerna, i fråga om hur dessa kan upprätthållas när de konfronteras med andra kollektiva identiteter som minoriteter i nationalstater och i mångkulturella samhällen, samt i relation till modernitetsprocesser.
Tillsammans med Antonios Perdikaris skrev han 1990 boken Ett liv mellan två världar om assyriska/syrianska andra generationsungdomar och deras livssituation.